# Дітковський Марк Самойлович
Марк Самойлович Дітковський (9 грудня 1928, Москва, — 11 березня 2011, Москва), — російський кінорежисер і сценарист.  Член Спілки кінематографістів. Член Гільдії кінорежисерів Росії.

## Біографія
- З 1944 по 1945 рр. закінчив курси художників-мультиплікаторів при кіностудії «Союзмультфільм.» Після закінчення пропрацював близько 5 років.
- З 1953 по 1959гг. працював на « Свердловській кіностудії»
- З 1959 по 2005 рр. працював у кіностудії «Центрнаучфільм»

## Фільмографія
Зняв близько ста науково-популярних і документальних фільмів. Найвідоміші фільми:
- 1969 — Основні закони спадковості
- 1970 —  Хромосомна теорія спадковості[2]
- 1971 — Сонце, життя і хлорофіл[2]
- 1973 — Спадковість і середовище. Модифікації[2]
- 1978 — Сибірське тяжіння
- 1979 — Завдання академіка Корольова
- 1982 — Не зупиняючи мить
- 1985 —  Склад для електронів
- 1993 — Воларе — це політ
- 1995 — Магія Купера
- 1999 — Дійсний дар
- 2000 — Де живуть організми
- 2000 —  Геометрична оптика
- 2000 —  Основи кінематики
- 2009 — Задоволення мислити інакше[3][4]

## Премії та нагороди
- Міжнародний фестиваль навчальних фільмів (м. Брно, Чехословаччина).

1969 Рік.«Золота дошка» за найкращий фільм фестивалю: «Основні закони спадковості»
- Ломоносовська премія (м. Москва, СРСР).

1971 Рік.Лауреат за фільми: «Основні закони спадковості», «Хромосомна теорія спадковості»
- 29 міжнародний конгрес і фестиваль наукового кіно (м. Ейндховен, Нідерланди).

1975 Рік.Почесний диплом і приз за фільм: «Поверхневі явища»
- Міжнародний фестиваль з архітектури (м. Мадрид, Іспанія).

1976 Рік.Друга премія за фільм: «Архітектор Щусєв»
- 32 міжнародний конгрес і фестиваль наукового кіно (м. Каїр, Єгипет).

1979 Рік.Почесний диплом і медаль за фільм: «Лікування катаракти»
- 7 всесоюзний фестиваль навчальних фільмів (м. Москва, СРСР).

1980 Рік.Диплом за найкращий фільм з медицини: «Лікування катаракти»
- 9 міжнародний фестиваль науково-технічних фільмів

1982 Рік.Медаль за фільм: «Прискорювачі»
- Всесоюзний фестиваль науково-популярного кіно (м. Талін, Вірменія).

1982 Рік.Диплом за найкращий фільм фестивалю: «Подорожі в точність»
- Міжнародний фестиваль "Техно фільм 84" (м. Прага, Чехословаччина).

1984 Рік.Гран-прі фестивалю: «Транспорт. Риси майбутнього»
- Фестиваль рекламних фільмів соціалістичних країн (м. Варна, Болгарія).

1987 Рік.Золота медаль за найкращий фільм і найкращу режисуру: «Барвники з СРСР»
- Міжнародний фестиваль індустрії рекламних фільмів (м. Чикаго, США).

1987 Рік.Диплом «за художню досконалість» фільму «Барвники з СРСР»
- 7 фестиваль російського кіно (м. Париж, Франція).

1999 Рік.Продюсерська премія за фільм: «Справжній дар»